# Paula Carballeira
Paula Carballeira Cabana (Maniños, Fene, la Corunya, 7 de setembre de 1972), és una escriptora i actriu gallega. Amb una àmplia formació en interpretació, expressió corporal, tècniques de clown, de bufó, de mim, de commedia dell arte i tècniques de veu. També va realitzar el primer curs d'especialització en art dramàtic, teoria i pràctica de la interpretació impartit en la Universitat de Santiago de Compostel·la. Ha participat en diferents series i programes de la Televisión de Galicia i de la Radio Galega, i desenvolupa un treball regular de narració oral contant històries, tant a Galícia com en programacions i festivals de tot Espanya, Portugal, Xile i Brasil. Té deu llibres publicats i traduïts al castellà, euskera, català, portuguès, anglès i coreà. El seu llibre més recent: Correo urgente (2005).